# Chris Oyakhilome
Chris Oyakhilome, né le 7 décembre 1963, est un télévangéliste nigerian, auteur, réalisateur et pasteur chrétien évangélique néo-charismatique. Il est notamment le fondateur du regroupement d'églises évangéliques Christ Embassy.

## Biographie
Oyakhilome est né le 7 décembre 1963 dans l'État d'Edo, Nigeria ,. Il dirige un groupe de prière dans son lycée. Il a étudié en architecture à l’Université Ambrose-Alli d’Edo et a obtenu un Bachelor of Science,.
Sa fortune est estimée entre 30 et 50 millions de dollars. Il est propriétaire de chaînes de télévision, de journaux, de magazines, d’un hôtel, d’une chaîne de restauration rapide et d'une maison d'édition.

## Ministère
Le groupe de prière que Chris Oyakhilome dirigeait à l'université depuis 1987 devient Christ Embassy, église officiellement fondée à Lagos en 1990, et aussi connue sous le nom « Believers' LoveWorld Incorporated ».
La maison d'édition Loveworld Publications, affiliée à Christ Embassy, publie son premier livre en 1995, Recreating Your World. Loveworld Publications a publié tous les livres de Chris Oyakhilome, qui édite notamment Rhapsody of Realities, un mensuel de prières, coécrit avec sa femme. Chaque mois, plus de 2 millions d’exemplaires de Rhapsody of Realities sont vendus.
En 2003, il fonde trois chaînes de télévision (LoveWorld TV, LoveWorld SAT et LoveWorld Plus) qui sont les premières chaînes chrétiennes à diffusion 24 heures en Afrique.
En 2014, le siège de Christ Embassy à Lagos est une megachurch et peut accueillir 40 000 personnes. En 2017, c'est un regroupement d'églises chrétiennes évangéliques de courant  néo-charismatique présent dans plusieurs pays du monde et qui compterait 400 000 membres,.